# 小松錬平
小松 錬平（こまつ れんぺい、1929年3月31日 - 2010年代前半）は、日本のジャーナリスト、元朝日新聞東京本社記者、元ニュースキャスター。故人。

## 来歴
北海道釧路市出身。1952年に東京大学農学部水産学科を卒業後、朝日新聞社へ入社。社会部・東京部・科学部各次長などを経て、1972年から編集委員。1974年『朝日新聞テレビ夕刊』の解説役でテレビ初出演。1976年4月から『ANNニュースレーダー』（NET→テレビ朝日）のキャスターを担当し、以後約10年間（途中、『ANNニュースファイナル』担当による中断時期あり）にわたってテレビ朝日の夕方の顔として活躍した。
1989年に朝日新聞社を退社。その後、神奈川新聞客員論説委員や日本鯨類研究所評議員を歴任。晩年は新聞記者や捕鯨問題研究の経験を活かし、文章教室を主宰。ユーキャンの随筆講座用テキストも執筆した。
2011年の時点では存命だったが、2016年までに亡くなっていたことが文章教室受講者によって明らかにされている。遺族などから没年月日・死因は公表されていない。

## 出演番組
報道番組
| 期間                | 期間               | 番組名                | 役職                             |
| ------------------- | ------------------ | --------------------- | -------------------------------- |
| 1974年              | 1976年3月          | 朝日新聞テレビ夕刊    | ニュース解説担当                 |
| 1976年4月           | 1977年9月          | ANNニュースレーダー   | 平日担当キャスター               |
| 1977年10月1982年4月 | 1979年3月1985年3月 | ANNニュースレーダー   | 月～木曜日担当キャスター         |
| 1979年4月           | 1980年9月          | ANNニュースレーダー   | 月～水曜日担当キャスター         |
| 1980年10月          | 1982年3月          | ANNニュースファイナル | 月～木曜日ニュース担当キャスター |

その他
- キャスター10

## 著作
- 『ルポ 鯨の海』朝日新聞社、1973年11月30日。NDLJP:12006156。
- 『日本の捕鯨 : その資源保存および効果的利用のために』（世界の動き社） 1974.10
- 『若さをとりもどす奇跡のビタミンE』（プレジデント社） 1979.11
- 『ギャング 鯨サムライ』時事通信社、1986年11月10日。NDLJP:12004653。
- 『実践文章教室 : わかりやすく伝えるための基本』（日本能率協会） 1988.7
- 『松村組100年史』（編、松村組100年史編纂委員会） 1996.4

## 翻訳
- 「ロビンソン・クルーソーの妻」（ウィットマー、小野幹雄共訳、筑摩書房、現代世界ノンフィクション全集） 1967.11

他に「最後の楽園」（ゴルスキー、大久保和郎訳）、「歓楽郷ラスベガス」（リード, デマリス、田中淑郎訳）が収録